# Chiesa di San Volfango (Aldino)
La chiesa di San Volfango è la parrocchiale di Redagno, frazione di Aldino in Alto Adige. Fa parte del decanato di Egna-Nova Ponente della diocesi di Bolzano-Bressanone e risale al XV secolo.

## Storia

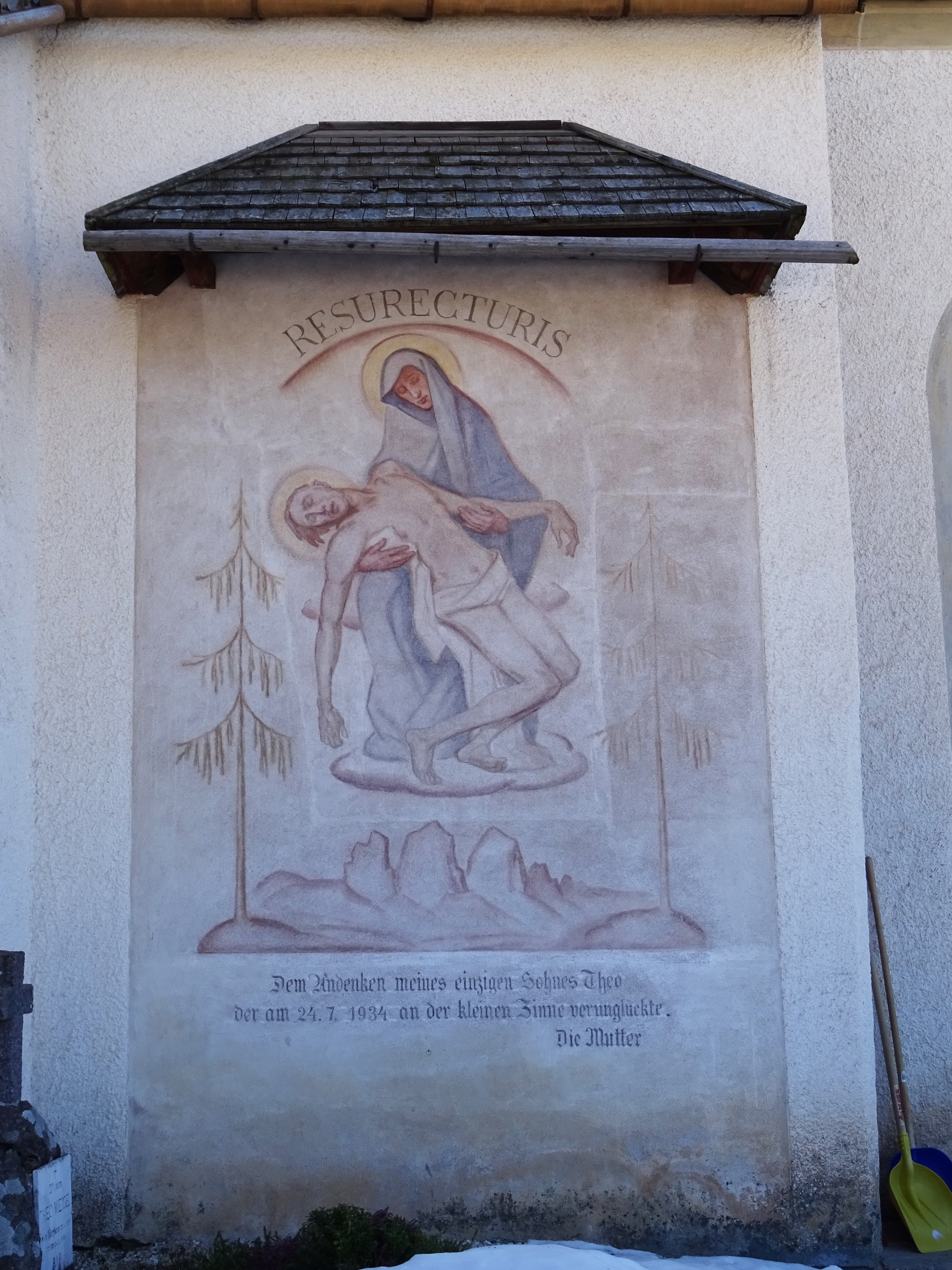
Affresco raffigurante la Pietà all'esterno della chiesa

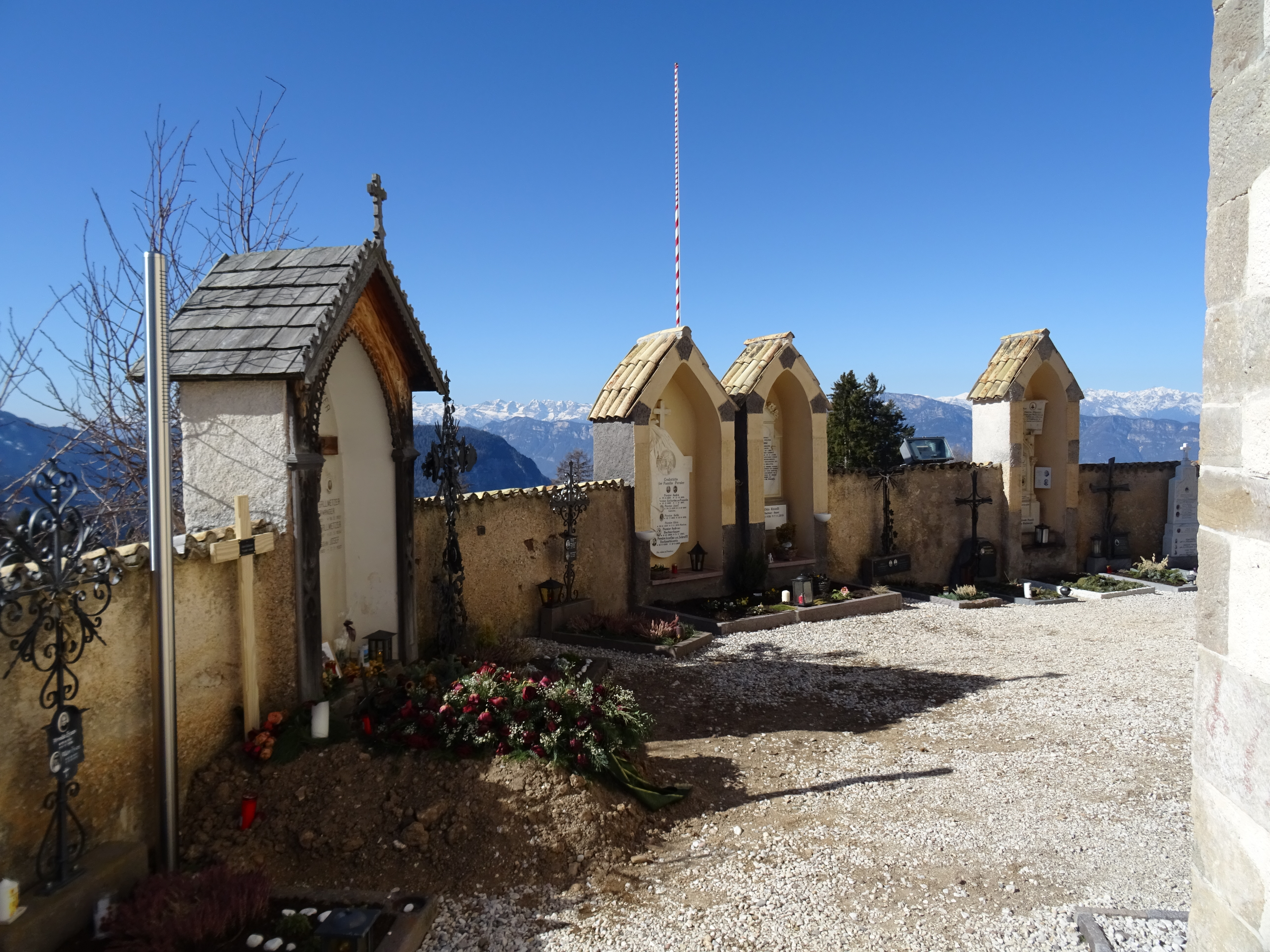
Cimitero che si trova attorno alla chiesa

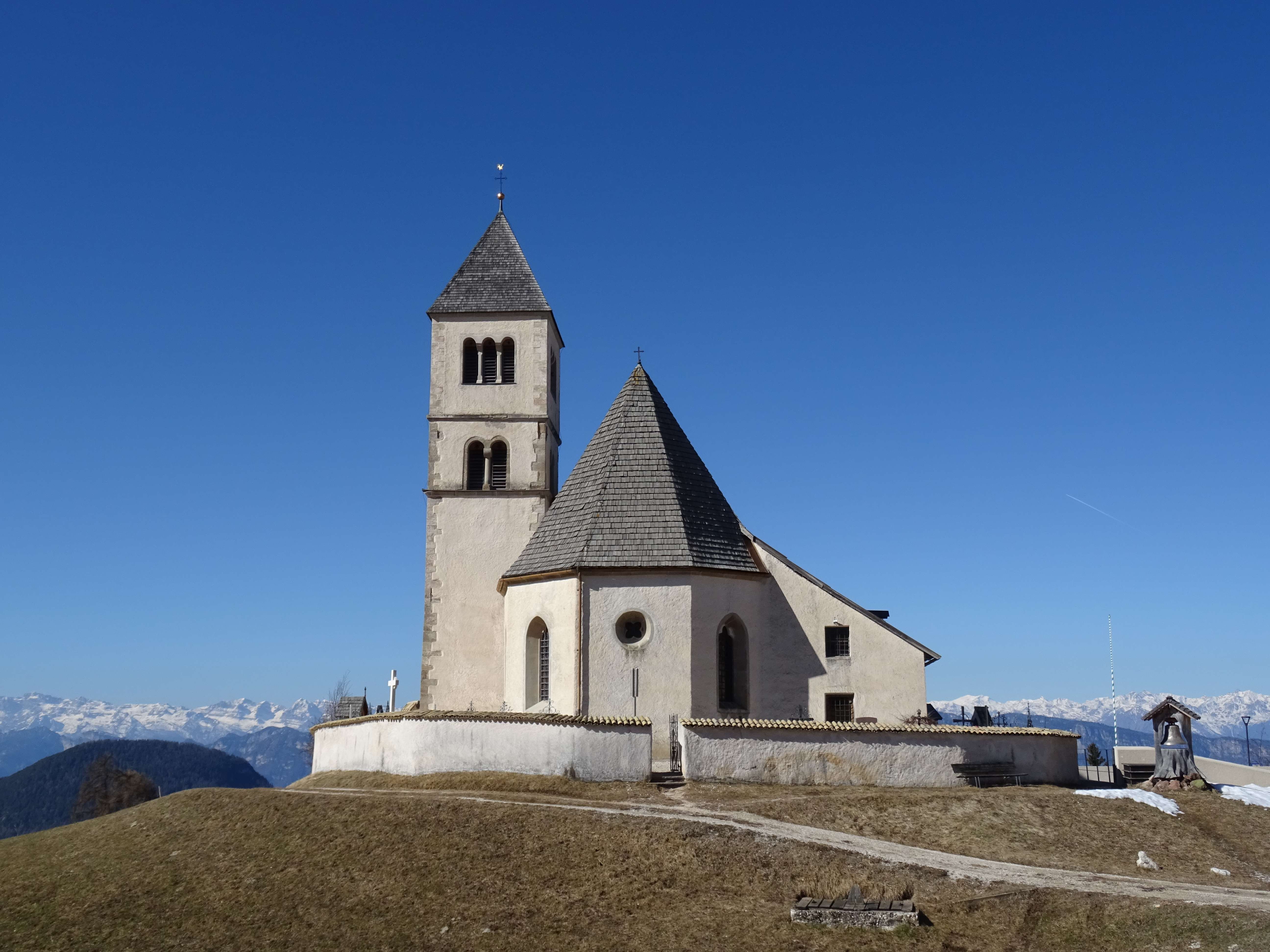
Parte absidate e torre campanaria della chiesa

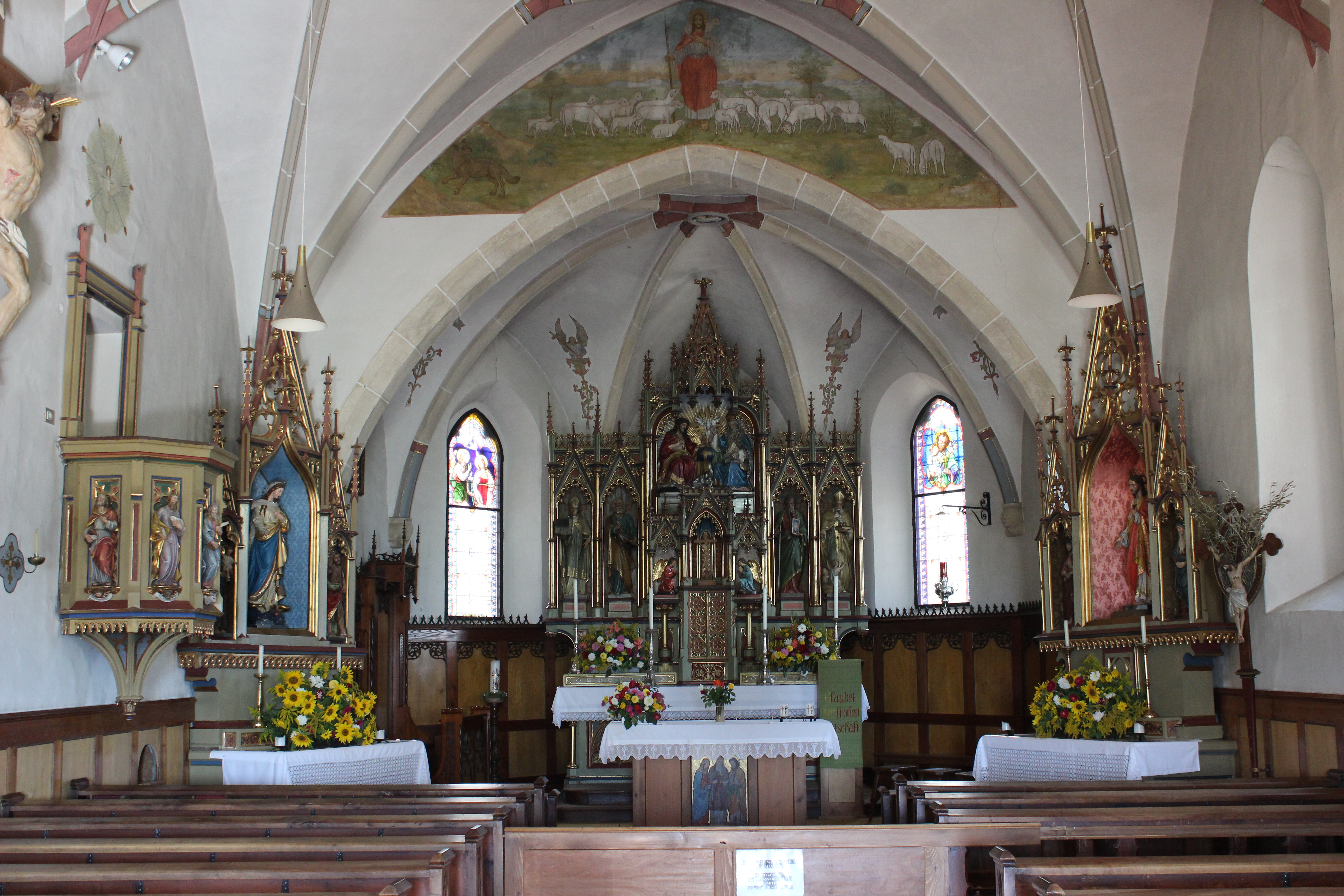
Interno

Il luogo di culto è stato edificato attorno al 1400. La volta della navata risale ad un secolo più tardi e la torre campanaria è stata innalzata tra il 1601 e il 1603. Nel 1913 è stata oggetto di ampliamento ed è stata arricchita di un nuovo impianto decorativo.

## Descrizione
La chiesa è un monumento sottoposto a tutela col numero 13696 nella provincia autonoma di Bolzano.

### Esterni
La chiesa si trova nella piccola frazione di Redagno di Sopra nel comune di Aldino. La facciata a capanna ha il portale di accesso archiacuto protetto dalla tettoia con copertura a scandole sormontato in asse dalla finestra rotonda cieca affrescata e dall'apertura cruciforme. La luce nella sala è portata da due altre finestre contorno interno superiore trilobato. La torre campanaria si trova in posizione arrettrata sulla destra ed è dotata di una cella divisa in due parti; quella inferiore si apre con quattro finestre a bifora e quella superiore con quattro finestre a trifora. Attorno alla chiesa si trova il cimitero della comunità.

### Interni
La navata interna è unica ed ampia con coro nell'abside. Sopra l'arco santo si trova l'affresco che raffigura il Buon Pastore. Gli arredi interni sono in stile neogotico mentre le stazioni della Via Crucis e la statua del titolare San Volfango sono in stile barocco.